# Liste der Monuments historiques in Marsannay-la-Côte
Die Liste der Monuments historiques in Marsannay-la-Côte führt die Monuments historiques in der französischen Gemeinde Marsannay-la-Côte auf.

## Liste der Immobilien
| Bezeichnung                       | Beschreibung                                                                             | Standort                    | Kennzeichnung | Schutzstatus | Datum | Bild           |
| --------------------------------- | ---------------------------------------------------------------------------------------- | --------------------------- | ------------- | ------------ | ----- | -------------- |
| Kirche Notre-Dame-de-l’Assomption | zwischen 1830 und 1839 erbaut, Architekt Charles-Félix Saint-Père                        | Rue de Mazy (Lage)          | PA00112781    | Inscrit      | 1992  | weitere Bilder |
| Taubenturm                        | aus dem 13. Jahrhundert; letzter baulicher Rest des 1513 zerstörten Klosters Saint-Urban | Impasse Saint-Urbain (Lage) | PA00112531    | Inscrit      | 1942  | weitere Bilder |
| Café du Rocher                    | 1830 erbaut, mit bauzeitlicher Ausmalung                                                 | 85 route Beaune (Lage)      | PA21000078    | Classé       | 2017  |                |

## Liste der Objekte
| Bezeichnung                                        | Beschreibung          | Standort                                        | Kennzeichnung | Schutzstatus | Datum | Bild |
| -------------------------------------------------- | --------------------- | ----------------------------------------------- | ------------- | ------------ | ----- | ---- |
| Skulpturengruppe Mantelteilung des heiligen Martin | Holz, 16. Jahrhundert | in der Kirche Notre-Dame-de-l’Assomption (Lage) | PM21001440    | Classé       | 1958  |      |